# Rhynchapogonia acuminata
Rhynchapogonia acuminata är en skalbaggsart som beskrevs av Gilbert John Arrow 1902. Rhynchapogonia acuminata ingår i släktet Rhynchapogonia och familjen Melolonthidae. Inga underarter finns listade i Catalogue of Life.